# Klinisch isoliertes Syndrom
Ein klinisch isoliertes Syndrom (KIS, engl. clinically isolated syndrome, kurz CIS) ist eine neurologische Funktionsstörung, die sich auf die demyelinisierende Schädigung eines oder (seltener) mehrerer Orte im Zentralnervensystem (ZNS) zurückführen lässt.
Die monophasische Symptomatik tritt dabei im Sinne eines Schubes auf: Die Symptome müssen sich akut oder subakut entwickeln (d. h. innerhalb von Stunden bis Tagen) und über mind. 24 Stunden anhalten. Sie können sich zurückentwickeln oder überdauern. Eine Infektion oder Fieber darf nicht vorliegen.
Häufige Manifestationen sind die einseitige Sehnervenentzündung (Optikusneuritis) sowie Defizite (etwa Lähmungen, Sensibilitätsstörungen oder Koordinationsstörungen) infolge von Schädigungen im Großhirn, Hirnstamm, Rückenmark und Kleinhirn. Daneben ist eine Vielzahl weniger typischer Beschwerden möglich.
Werden die Diagnosekriterien der Multiplen Sklerose erfüllt, handelt es sich beim klinisch isolierten Syndrom um den ersten Schub einer Multiplen Sklerose. Für die Diagnosestellung müssen die Kriterien der örtlichen und zeitlichen Dissemination erfüllt sein. Je nach Befundkonstellation aus der weiterführenden Diagnostik (Magnetresonanztomographie, Liquordiagnostik) kann dies bereits beim klinisch isolierten Syndrom der Fall sein. Bei etwa 85 % aller an Multipler Sklerose erkrankten Patienten äußert sich die Erkrankung erstmals in Form eines klinisch isolierten Syndroms. Risikofaktoren für den Übergang in eine Multiple Sklerose sind der Nachweis von oligoklonaler Banden im Liquor cerebrospinalis sowie der Nachweis von klinisch stummen MS-typischen Läsionen in der Magnetresonanztomografie (MRT) des Kopfes.
Ein klinisch isoliertes Syndrom bildet sich häufig ohne Therapie zurück. Zur Behandlung eines schweren klinisch-isolierten Syndroms kann hochdosiertes Methylprednisolon über mehrere Tage gegeben werden. Für die verlaufsmodifizierende Therapie sind Glatirameracetat sowie Interferon beta-1a und Interferon beta-1b zugelassen, wenn ein hohes Risiko für den Übergang in eine Multiple Sklerose besteht.